# Scoparia limatula
Scoparia limatula là một loài bướm đêm trong họ Crambidae.